# Samuel Lord Black
Samuel Lord Black (Windsor, 4 maggio 1962) è un animatore e doppiatore canadese naturalizzato statunitense.
È talvolta accreditato come Samuel Black o Sam Black.

## Biografia
È stato un pilota fin dal 1992 e un istruttore di volo fin dal 1997.
Dal 1997, si dedica al mondo del doppiaggio e dell'animazione.
Cugino del regista Mordecai Richler.
È sposato con la moglie Kathleen dal 2003.

## Effetti visivi
- A Bug's Life - Megaminimondo (1998)
- Toy Story 2 - Woody e Buzz alla riscossa (1999)
- Gli Incredibili - Una "normale" famiglia di supereroi (2004)

## Animazione varia
- Monsters & Co. (2001)
- Alla ricerca di Nemo (2003)
- Gli Incredibili - Una "normale" famiglia di supereroi (2004)

## Doppiaggio
- Monsters & Co. (2001)